# Viszketés
A viszketés (idegen szóval pruritus) élettani értelemben a fájdalommal rokon, kellemetlen, szubjektív, legtöbb esetben elhárításra ösztönző érzet, amely vakarási vagy dörzsölési kényszert vált ki a bőrön, a szaruhártyán vagy ritkább esetben a nyálkahártya felületén.

## A viszketés élettani háttere

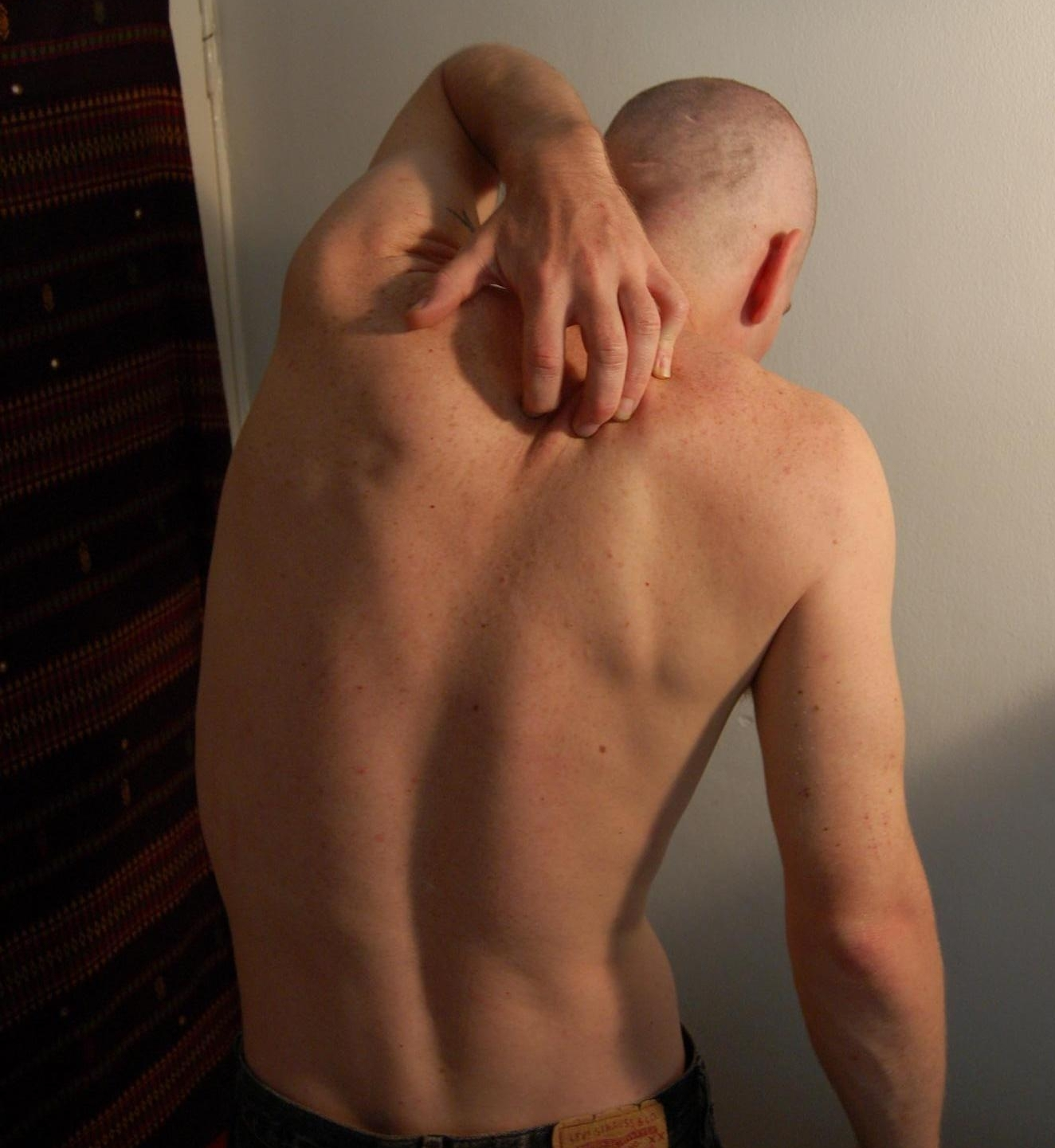
A viszketés élettani értelemben a fájdalommal rokon, kellemetlen, szubjektív, legtöbb esetben elhárításra ösztönző érzet, amely vakarási vagy dörzsölési kényszert vált ki

A viszketés érzete – amelyet az élettan „viszketési élménynek” nevez – az érintett területen vakarási, dörzsölési reflexet indít el, amellyel a viszketést kiváltó okot igyekszik megszüntetni, elhárítani. A viszketés a szabad idegvégződésekből kiinduló kellemetlen szubjektív érzet, amelyet C típusú idegrostok továbbítanak a központi idegrendszer felé. A kialakuló vakarási, dörzsölési reflexnek feladata elhárítani a viszketést kiváltó mechanikai vagy kémiai okot.
Fiziológiai értelemben a kellemetlen viszkető élmény rokonságban áll a fájdalomérzettel. Idegélettani megközelítésben a két érzet több jellegzetessége azonos. Ezt az azonosságot támasztja alá az a megfigyelés, hogy a lokális fájdalom megszüntetésére használt helyiérzéstelenítő gyógyszerek alkalmazásakor a viszketés és a fájdalom érzete egyszerre szűnik meg. Továbbá, azoknál az egyéneknél, akiknél veleszületetten hiányzik a fájdalomérzés, a viszketés sem váltható ki sem mechanikus ingerrel, sem rovarcsípéssel, ahogy kémiai anyagokkal sem.
A fájdalom és viszketés élettani hasonlósága ellenére a fájdalmat közvetítő neuronok feltehetően nem azonosak a viszketést közvetítőkkel, tehát a két érzet továbbítására külön (C típusú) idegrostok szolgálnak. Ezt az eltérést igazolja az a megfigyelés, hogy a fájdalom és viszketés érzetére a kísérleti személy másként reagál. A viszketést létrehozó inger elhárító vakarást eredményez, a fájdalmat létrehozó inger pedig az érintett terület elrántását váltja ki.
Jelenlegi tudásunk szerint a két érzet továbbítására szolgáló rostok bár ugyanabban az idegkötegben futnak a központi idegrendszer felé, ott szétválva két különböző területre jutnak. A viszketés „élményének” központi idegrendszeri feldolgozása még nem ismert.
További különbségek vannak a szabad idegvégződések körül található „érzőpontok” működésében is. A viszketés élettanának vizsgálata során a bőr pontos feltérképezésekor kiderült, hogy a bőrben a fájdalomérző pontokhoz hasonlóan úgynevezett „viszketési pontok” is találhatók. Ezek kísérletes elektromos ingerlésével a területen viszkető érzés váltható ki. A viszketési pontok ingerlésekor azonban az inger erősödése nem vezet fájdalomérzethez. Ennek fordítottja is igaz: a „fájdalmi pontok” enyhe ingerlése sem eredményez viszketést.

## A hisztamin szerepe a viszketés kialakulásában

A tartós, nehezen múló viszketés hátterében az érintett terület sejtjeiből felszabaduló hisztamin áll

A mechanikai úton létrehozott viszketés (pl. bogár mászik a bőrön) az érintett terület lesimításával, enyhe dörzsölésével, vakarásával többnyire megszűnik, tehát rövid életűnek nevezhető. 
A mechanikai úton kiváltott viszketésen túl ismertek más okok is, amelyek az előbbivel szemben tartós vagy nehezen múló viszketést hoznak létre, és az elhárító vakarás sem hoz eredményt, sőt még fokozza is a viszketést. Ilyen kiváltó ok lehet a szúnyogcsípés, egyes növények szúrása (például csaláncsípés), rovarok szúrása vagy nyála, allergiás bőrreakciók, napozás okozta leégés, gombás bőrbetegségek, atkák stb. A tartós, nehezen múló viszketés hátterében az érintett terület sejtjeiből felszabaduló hisztamin áll. A hisztamin rendkívül kis mennyiségben a sejteken található H1-receptorokhoz kötődve képes kellemetlen, hosszan tartó viszketést kiváltani. Ebben az esetben tehát az inger hatására felszabaduló hisztamin a viszketés közvetlen kiváltó oka. A viszkető érzés jellemzően a hisztamin lebomlásáig fennáll.
Élettani vagy farmakológiai kísérletekben intracutan beadott hisztamin injekció segítségével hosszan tartó, erős viszketést lehet előidézni. Az ily módon mesterségesen létrehozott viszketés farmakológiai modellként használható, melynek segítségével tesztelhetők a viszketést megszüntető szerek (antipruritikumok) és kozmetikumok.